# Dendrobium wulaiense
Dendrobium wulaiense är en orkidéart som beskrevs av Howcroft. Dendrobium wulaiense ingår i släktet Dendrobium och familjen orkidéer.
Artens utbredningsområde är Papua Nya Guinea. Inga underarter finns listade i Catalogue of Life.